# Schönjöchl (Samnaungruppe)
Das Schönjöchl (auch Schönjoch) ist ein 2491 m ü. A. hoher Berg in der Samnaungruppe in Tirol.
Es liegt im Schigebiet Serfaus-Fiss-Ladis und ist mit der von Fiss zum nahegelegenen Fisser Joch führenden Einseilumlaufbahn Schönjochbahn erschlossen.